# ハムトゥアンナム県

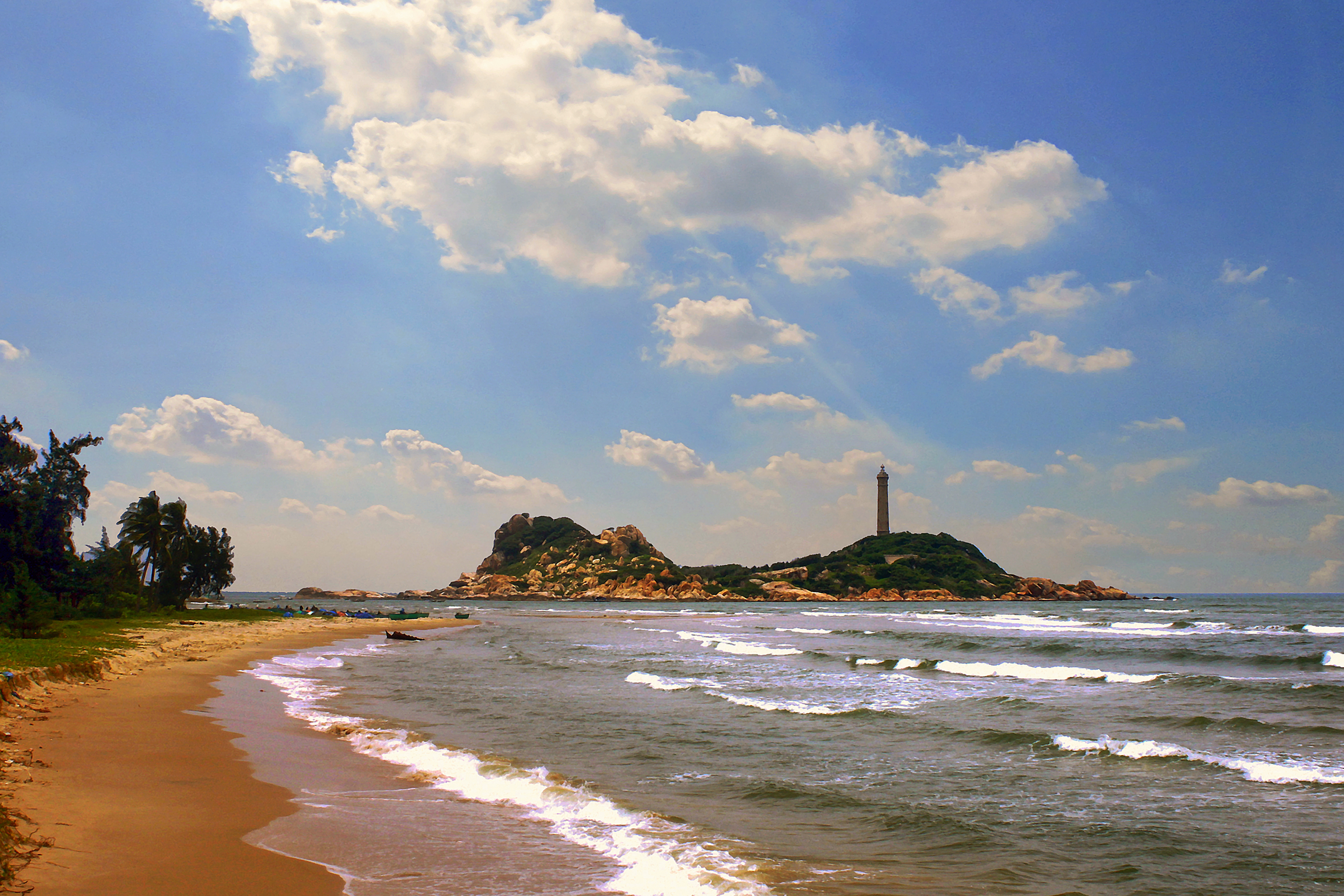
ケガ岬

ハムトゥアンナム県（ハムトゥアンナムけん、ベトナム語：Huyện Hàm Thuận Nam / 縣咸順南?）は、ベトナム社会主義共和国ビントゥアン省の県である。面積は1,058.4km²、人口は103,290人（2016年）である。

## 行政区画
1市鎮12社から構成される。